# Celebration Day
"Celebration Day" é uma canção da banda britânica de rock Led Zeppelin. Foi lançado em seu terceiro álbum de estúdio Led Zeppelin III, em 5 de outubro de 1970.

## Composição e gravação
A música começa com uma série de acordes de guitarra tocados em um zumbido monotônico criado por um sintetizador Moog. Este se conecta a canção musicalmente com a faixa anterior do álbum, "Friends", que termina com o mesmo zumbido. Originalmente, uma das faixas era para ser usada na introdução de "Celebration Day" com a bateria de John Bonham, mas um engenheiro acidentalmente apagou da gravação. Incapazes ou não de voltar a gravar, o sintetizador drone a partir do final de "Friends" foi usado para preencher a lacuna.
Em entrevista que Page deu à revista Guitar World em 1993, ele discutiu a construção da canção:
| “ | Há cerca de três ou quatro riffs caindo nessa, não é? Metade foi feito com uma guitarra na afinação padrão e a outra metade foi feito em um deslize de guitarra sintonizadas com um open A, eu acho. Nós colocamos que, juntos, em Headley Grange. Porque nós alugamos o estúdio móvel de gravação dos Rolling Stones, pudemos relaxar e tomar o nosso tempo e desenvolver as músicas nos ensaios. Eu não me lembro muito sobre essa canção se não o que eu disse antes sobre a abertura seja apagada. Eu costumava tocar a coisa toda ao vivo na minha elétrica de 12 cordas. | ” |

As letras de Robert Plant foram inspiradas por suas impressões sobre a cidade de Nova Iorque. Na turnê de 1971 Led Zeppelin da América do Norte, ele às vezes a chamava de "The New York Song" ("A Canção de Nova Iorque"). "Celebration Day" foi muitas vezes tocada ao vivo em shows do Led Zeppelin entre 1971-73, e voltou ao setlist da banda no Festival de Knebworth, em 1979, onde Page interpretou a canção usando sua guitarra Gibson EDS-1275 double-necked.
O produtor Rick Rubin mencionou a canção: "['Celebration Day'] parece um trem de carga, embora não seja uma de suas músicas mais pesadas. Há um tremendo impulso na maneira como eles jogam juntos. O baixo é incrível e as guitarras interagem muito bem — há um riff de guitarra pesado, que é respondido pela guitarra".

## Formato e lista
1970 7" single (Polônia: Daszkowska N 037)
- A. "Celebration Day" (Jones, Page, Plant) 3:29
- B. "Paranoid"* (Butler, Iommi, Osbourne, Ward) 2:52

1970 7" single (África do Sul: Atlantic Teal MR 10)
- A. "Celebration Day" (Jones, Page, Plant) 3:29
- B. "Immigrant Song" (Page, Plant) 2:25

Notas:

(*) B-side por Black Sabbath

## Créditos
- Robert Plant - vocais
- Jimmy Page - guitarras
- John Paul Jones - baixo
- Jason Bonham - bateria